# I liga polska w piłce nożnej (2008/2009)/Wyniki spotkań
Wyniki spotkań I ligi piłkarskiej w sezonie 2008/2009.

## Runda jesienna

### 1. kolejka
| 26 lipca 2008 17:00 | Podbeskidzie Bielsko-Biała | 3:0 wo. | Wisła Płock | Stadion Miejski, Bielsko-Biała Sędzia: Grzegorz Stęchły (Jarosław) |
|                     |                            |         |             |                                                                    |

| 26 lipca 2008 17:00 | Stal Stalowa Wola · Tadeusz Krawiec 62' · Jakub Ławecki 68' | 2:10:1 | Odra Opole · Marcin Pontus 37' | Stadion MOSiR, Stalowa Wola Sędzia: Cezary Smoleński (Suwałki) |
|                     |                                                             |        |                                |                                                                |

| 26 lipca 2008 17:00 | Tur Turek · Łukasz Cichos 34' | 1:0 | GKS Katowice | Stadion 1000-lecia, Turek Sędzia: Radosław Trochimiuk (Ciechanów) |
|                     |                               |     |              |                                                                   |

| 26 lipca 2008 18:00 | Górnik Łęczna · Rafał Niżnik 77' · Sławomir Nazaruk 87' | 2:10:1 | Motor Lublin · Kamil Król 18' | Stadion Górnika, Łęczna Sędzia: Marcin Szrek (Kielce) |
|                     |                                                         |        |                               |                                                       |

| 26 lipca 2008 18:00 | Kmita Zabierzów · Piotr Bagnicki 59' | 1:00:0 | Flota Świnoujście | Gminny Stadion Sportowy, Zabierzów Sędzia: Sebastian Jarzęba (Katowice) |
|                     |                                      |        |                   |                                                                         |

| 26 lipca 2008 19:30 | GKS Jastrzębie | 0:10:0 | Znicz Pruszków · Daniel Kokosiński 83' | Stadion Miejski, Jastrzębie-Zdrój Sędzia: Michał Mularczyk (Łódź) |
|                     |                |        |                                        |                                                                   |

| 20 sierpnia 2008 18:00 | Widzew Łódź · Marcin Robak 42' · Stefano Napoleoni 89' | 2:01:0 | Warta Poznań | Stadion Widzewa, Łódź Sędzia: Szymon Marciniak (Płock) |
|                        |                                                        |        |              |                                                        |

| 27 sierpnia 2008 17:00 | Dolcan Ząbki · Krzysztof Krzywicki 36' (k) · Maciej Tataj 51' · Mariusz Solecki 62' | 3:41:3 | Zagłębie Lubin · Michał Goliński 4' · Mateusz Bartczak 6' · Ilijan Micanski 22' 64' | Stadion Miejski, Nowy Dwór Mazowiecki Sędzia: Robert Kubas (Rzeszów) |
|                        |                                                                                     |        |                                                                                     |                                                                      |

| 27 sierpnia 2008 19:00 | Korona Kielce · Piotr Gawęcki 48' · Edi Andradina 74' · Michał Michałek 80' | 3:00:0 | GKP Gorzów Wielkopolski | Stadion Miejski, Kielce Sędzia: Marcin Roguski (Warszawa) |
|                        |                                                                             |        |                         |                                                           |

### 2. kolejka
| 1 sierpnia 2008 19:00 | Odra Opole | 0:2 | Podbeskidzie Bielsko-Biała · Łukasz Matusiak 17' 45' | Stadion Miejski, Opole Sędzia: Mariusz Złotek (Gorzyce) |
|                       |            |     |                                                      |                                                         |

| 2 sierpnia 2008 17:00 | Znicz Pruszków · Mikołaj Rybaczuk 21' · Adrian Paluchowski 59' | 2:01:0 | Tur Turek | Stadion Znicza, Pruszków Sędzia: Wojciech Krztoń (Olsztyn) |
|                       |                                                                |        |           |                                                            |

| 2 sierpnia 2008 17:00 | Warta Poznań · Filip Burkhardt 10' 40' | 2:12:0 | Stal Stalowa Wola · Krzysztof Trela 53' | Stadion przy Drodze Dębińskiej, Poznań Sędzia: Mariusz Trofimiec (Kielce) |
|                       |                                        |        |                                         |                                                                           |

| 2 sierpnia 2008 17:00 | Flota Świnoujście · Arkadiusz Sojka 28' | 1:0 | Dolcan Ząbki | Stadion Miejski, Police Sędzia: Bartosz Środecki (Wrocław) |
|                       |                                         |     |              |                                                            |

| 2 sierpnia 2008 18:00 | Kmita Zabierzów · Hubert Kościukiewicz 47' | 1:10:0 | GKS Katowice · Grzegorz Bonk 86' | Gminny Stadion Sportowy, Zabierzów Sędzia: Łukasz Śmietanka (Radom) |
|                       |                                            |        |                                  |                                                                     |

| 2 sierpnia 2008 18:00 | Wisła Płock · Jacek Wiśniewski 10' · Adrian Mierzejewski 29' | 2:22:1 | GKS Jastrzębie · Robert Żbikowski 4' · Jarosław Wieczorek 57' | Stadion im. Kazimierza Górskiego, Płock Sędzia: Dariusz Glejsztorewicz (Suwałki) |
|                       |                                                              |        |                                                               |                                                                                  |

| 2 sierpnia 2008 18:00 | Motor Lublin | 0:1 | Widzew Łódź · Łukasz Masłowski 23' | Stadion MOSiR Bystrzyca, Lublin Sędzia: Leszek Gawron (Mielec) |
|                       |              |     |                                    |                                                                |

| 16 września 2008 19:00 | Zagłębie Lubin · Michał Goliński 27' 49' · Ilijan Micanski 77' 88' · Damian Piotrowski 89' | 5:21:1 | GKP Gorzów Wielkopolski · Emil Drozdowicz 39' 52' | Stadion Górnika, Polkowice Sędzia: Michał Zając (Katowice) |
|                        |                                                                                            |        |                                                   |                                                            |

| 1 października 2008 19:00 | Korona Kielce · Jacek Kiełb 90' | 1:00:0 | Górnik Łęczna | Stadion Miejski, Kielce Sędzia: Albert Smalcerz (Sosnowiec) |
|                           |                                 |        |               |                                                             |

### 3. kolejka
| 6 sierpnia 2008 17:00 | Dolcan Ząbki | 0:0 | Kmita Zabierzów | Stadion Miejski, Nowy Dwór Mazowiecki Sędzia: Erwin Paterek (Lublin) |
|                       |              |     |                 |                                                                      |

| 6 sierpnia 2008 17:00 | Stal Stalowa Wola · Abel Salami 23' · Tomasz Walat 86' | 2:11:1 | Motor Lublin · Rafał Król 32' | Stadion MOSiR, Stalowa Wola Sędzia: Tomasz Musiał (Kraków) |
|                       |                                                        |        |                               |                                                            |

| 6 sierpnia 2008 17:00 | Podbeskidzie Bielsko-Biała · Paweł Żmudziński 19' | 1:0 | Warta Poznań | Stadion Miejski, Bielsko-Biała Sędzia: Marcin Roguski (Warszawa) |
|                       |                                                   |     |              |                                                                  |

| 6 sierpnia 2008 17:00 | Tur Turek · Łukasz Cichos 38' | 1:1 | Wisła Płock · Mateusz Żytko 2' | Stadion 1000-lecia, Turek Sędzia: Marcin Słupiński (Łódź) |
|                       |                               |     |                                |                                                           |

| 6 sierpnia 2008 18:00 | GKP Gorzów Wielkopolski | 0:10:0 | Flota Świnoujście · Arkadiusz Sojka 80' | Stadion OSiR, Gorzów Wielkopolski Sędzia: Szymon Marciniak (Płock) |
|                       |                         |        |                                         |                                                                    |

| 6 sierpnia 2008 18:00 | GKS Katowice · Grzegorz Bonk 45' · Krzysztof Kaliciak 63' | 2:11:1 | Znicz Pruszków · Adrian Paluchowski 34' | Stadion GKS, Katowice Sędzia: Paweł Pskit (Łódź) |
|                       |                                                           |        |                                         |                                                  |

| 6 sierpnia 2008 19:45 | GKS Jastrzębie · Kamil Wilczek 10' 22' | 2:0 | Odra Opole | Stadion Miejski, Jastrzębie-Zdrój Sędzia: Rafał Greń (Rzeszów) |
|                       |                                        |     |            |                                                                |

| 21 października 2008 18:00 | Górnik Łęczna | 3:0 wo. | Zagłębie Lubin | Stadion Górnika, Łęczna Sędzia: Szymon Marciniak (Warszawa) |
|                            |               |         |                |                                                             |

| 27 listopada 2008 17:10 | Widzew Łódź · Marcin Robak 79' | 1:10:1 | Korona Kielce · Ernest Konon 45' | Stadion Widzewa, Łódź Sędzia: Marcin Roguski (Warszawa) |
|                         |                                |        |                                  |                                                         |

### 4. kolejka
| 9 sierpnia 2008 16:00 | Dolcan Ząbki · Artur Jędrzejczyk 88' | 1:10:1 | GKP Gorzów Wielkopolski · Emil Drozdowicz 45' | Stadion Miejski, Nowy Dwór Mazowiecki Sędzia: Andrzej Mrowiec (Katowice) |
|                       |                                      |        |                                               |                                                                          |

| 9 sierpnia 2008 17:00 | Motor Lublin | 0:0 | Podbeskidzie Bielsko-Biała | Stadion MOSiR Bystrzyca, Lublin Sędzia: Michał Mularczyk (Skierniewice) |
|                       |              |     |                            |                                                                         |

| 9 sierpnia 2008 19:00 | Korona Kielce · Paweł Sobolewski 48' · Michał Michałek 58' | 2:30:0 | Stal Stalowa Wola · Jaromir Wieprzęć 75' 77' · Artur Szlęzak 85' | Stadion Miejski, Kielce Sędzia: Michał Zając (Sosnowiec) |
|                       |                                                            |        |                                                                  |                                                          |

| 9 sierpnia 2008 20:00 | Wisła Płock · Mateusz Żytko 28' · Kamil Majkowski 67' · Tomasz Grudzień 90' | 3:11:1 | GKS Katowice · Krzysztof Markowski 19' | Stadion im. Kazimierza Górskiego, Płock Sędzia: Daniel Stefański (Bydgoszcz) |
|                       |                                                                             |        |                                        |                                                                              |

| 10 sierpnia 2008 12:00 | Warta Poznań · Sérgio Batata 26' 68' 82' | 3:11:1 | GKS Jastrzębie · Bartłomiej Grabczyński 30' | Stadion przy Drodze Dębińskiej, Poznań Sędzia: Jarosław Chmiel (Warszawa) |
|                        |                                          |        |                                             |                                                                           |

| 10 sierpnia 2008 17:00 | Kmita Zabierzów | 0:0 | Znicz Pruszków | Gminny Stadion Sportowy, Zabierzów Sędzia: Marcin Szrek (Kielce) |
|                        |                 |     |                |                                                                  |

| 10 sierpnia 2008 17:00 | Odra Opole · Józefowicz 16' 70' | 2:21:1 | Tur Turek · Robert Hyży 37' (k) · Łukasz Cichos 65' | Stadion Miejski, Opole Sędzia: Grzegorz Stęchły (Jarosław) |
|                        |                                 |        |                                                     |                                                            |

| 10 sierpnia 2008 17:00 | Zagłębie Lubin · Michał Stasiak 22' · Ilijan Micanski 45' 70' (k) · Wojciech Kędziora 49' | 4:32:0 | Widzew Łódź · Łukasz Masłowski 38' 52' · Marcin Robak 66' | Stadion Górnika, Polkowice Sędzia: Tomasz Cwalina (Gdańsk) |
|                        |                                                                                           |        |                                                           |                                                            |

| 10 sierpnia 2008 17:00 | Górnik Łęczna · Janusz Surdykowski 12' | 1:0 | Flota Świnoujście | Stadion Górnika, Łęczna Sędzia: Robert Kubas (Rzeszów) |
|                        |                                        |     |                   |                                                        |

### 5. kolejka
| 16 sierpnia 2008 17:00 | Stal Stalowa Wola · Abel Salami 48' | 1:00:0 | Zagłębie Lubin | Stadion MOSiR, Stalowa Wola Sędzia: Sebastian Jarzęba (Bytom) |
|                        |                                     |        |                |                                                               |

| 16 sierpnia 2008 17:00 | Podbeskidzie Bielsko-Biała · Paweł Żmudziński 33' · Damian Świerblewski 47' | 2:11:0 | Korona Kielce · Jacek Kiełb 59' | Stadion Miejski, Bielsko-Biała Sędzia: Tomasz Musiał (Kraków) |
|                        |                                                                             |        |                                 |                                                               |

| 16 sierpnia 2008 17:00 | GKS Katowice | 3:0 wo. | Odra Opole | Stadion GKS, Katowice Sędzia: Jacek Zygmunt (Jarosław) |
|                        |              |         |            |                                                        |

| 16 sierpnia 2008 17:00 | GKP Gorzów Wielkopolski · Emil Drozdowicz 23' | 1:21:0 | Kmita Zabierzów · Wojciech Fabianowski 62' · Konrad Cebula 90' | Stadion OSiR, Gorzów Wielkopolski Sędzia: Paweł Pskit (Łódź) |
|                        |                                               |        |                                                                |                                                              |

| 16 sierpnia 2008 18:00 | Górnik Łęczna · Rafał Niżnik 18' 44' 76' | 3:02:0 | Dolcan Ząbki | Stadion Górnika, Łęczna Sędzia: Leszek Gawron (Mielec) |
|                        |                                          |        |              |                                                        |

| 16 sierpnia 2008 19:00 | GKS Jastrzębie · Jarosław Wieczorek 55' | 1:00:0 | Motor Lublin | Stadion Miejski, Jastrzębie-Zdrój Sędzia: Łukasz Śmietanka (Radom) |
|                        |                                         |        |              |                                                                    |

| 16 sierpnia 2008 19:10 | Widzew Łódź · Adrian Budka 29' · Marcin Robak 37' · Tomasz Lisowski 40' | 3:13:0 | Flota Świnoujście · Piotr Dziuba 77' | Stadion Widzewa, Łódź Sędzia: Marek Karkut (Warszawa) |
|                        |                                                                         |        |                                      |                                                       |

| 16 sierpnia 2008 20:00 | Wisła Płock · Žarko Belada 42' · Adrian Mierzejewski 45' (k) | 2:12:0 | Znicz Pruszków · Adrian Paluchowski 73' | Stadion im. Kazimierza Górskiego, Płock Sędzia: Erwin Paterek (Lublin) |
|                        |                                                              |        |                                         |                                                                        |

| 17 sierpnia 2008 17:00 | Tur Turek · Łukasz Cichos 19' 90' | 2:21:1 | Warta Poznań · Marcin Klatt 3' · Paweł Iwanicki 90' | Stadion 1000-lecia, Turek Sędzia: Cezary Smoleński (Suwałki) |
|                        |                                   |        |                                                     |                                                              |

### 6. kolejka
| 22 sierpnia 2008 17:00 | Kmita Zabierzów | 0:10:0 | Wisła Płock · Kamil Gęśla 55' | Gminny Stadion Sportowy, Zabierzów Sędzia: Albert Smalcerz (Sosnowiec) |
|                        |                 |        |                               |                                                                        |

| 22 sierpnia 2008 18:00 | Zagłębie Lubin · Ilijan Micanski 15' · Michał Goliński 21' 58' | 3:12:0 | Podbeskidzie Bielsko-Biała · Maciej Szmatiuk 61' | Stadion Górnika, Polkowice Sędzia: Mariusz Trofimiec (Kielce) |
|                        |                                                                |        |                                                  |                                                               |

| 23 sierpnia 2008 16:00 | Dolcan Ząbki · Marcin Korkuć 40' | 1:31:1 | Widzew Łódź · Marcin Robak 20' · Mindaugas Panka 55' · Przemysław Oziębała 86' | Stadion Miejski, Nowy Dwór Mazowiecki Sędzia: Daniel Stefański (Bydgoszcz) |
|                        |                                  |        |                                                                                |                                                                            |

| 23 sierpnia 2008 17:00 | Motor Lublin · Janusz Iwanicki 83' | 1:00:0 | Tur Turek | Stadion MOSiR Bystrzyca, Lublin Sędzia: Dariusz Giejsztorewicz (Suwałki) |
|                        |                                    |        |           |                                                                          |

| 23 sierpnia 2008 17:00 | Flota Świnoujście · Wallace 51' | 1:00:0 | Stal Stalowa Wola | Stadion Miejski, Świnoujście Sędzia: Marcin Słupiński (Łódź) |
|                        |                                 |        |                   |                                                              |

| 23 sierpnia 2008 17:00 | GKP Gorzów Wielkopolski · Piotr Ruszkul 6' · Emil Drozdowicz 27' | 2:1 | Górnik Łęczna · Marcin Truszkowski 39' | Stadion OSiR, Gorzów Wielkopolski Sędzia: Sebastian Jarzębak (Bytom) |
|                        |                                                                  |     |                                        |                                                                      |

| 23 sierpnia 2008 18:00 | Korona Kielce · Edi Andradina 28' (k) · Michał Michałek 53' | 2:31:1 | GKS Jastrzębie · Robert Żbikowski 43' · Bartosz Woźniak 50' · Jarosław Wieczorek 82' | Stadion Miejski, Kielce Sędzia: Radosław Trochimiuk (Ciechanów) |
|                        |                                                             |        |                                                                                      |                                                                 |

| 23 sierpnia 2008 19:00 | Odra Opole | 0:3 wo. | Znicz Pruszków | Stadion Miejski, Opole Sędzia: Bartosz Środecki (Wrocław) |
|                        |            |         |                |                                                           |

| 24 sierpnia 2008 12:00 | Warta Poznań · Krzysztof Sikora 34' · Filip Burkhardt 74' · Marcin Klatt 77' | 3:31:0 | GKS Katowice · Paweł Sobczak 60' 68' · Gražvydas Mikulėnas 88' | Stadion Miejski, Poznań Sędzia: Wojciech Krztoń (Olsztyn) |
|                        |                                                                              |        |                                                                |                                                           |

### 7. kolejka
| 30 sierpnia 2008 14:00 | Znicz Pruszków · Paweł Kaczmarek 44' · Tomasz Feliksiak 55' | 2:11:0 | Warta Poznań · Alain Ngamayama 90' | Stadion Znicza, Pruszków Sędzia: Andrzej Mrowiec (Katowice) |
|                        |                                                             |        |                                    |                                                             |

| 30 sierpnia 2008 16:00 | Podbeskidzie Bielsko-Biała · Krzysztof Chrapek 77' 90' · Martin Matúš 87' (k) | 3:10:1 | Flota Świnoujście · Sławomir Cienciała 44' (s) | Stadion Miejski, Bielsko-Biała Sędzia: Leszek Gawron (Mielec) |
|                        |                                                                               |        |                                                |                                                               |

| 30 sierpnia 2008 17:00 | Górnik Łęczna | 0:0 | Kmita Zabierzów | Stadion Górnika, Łęczna Sędzia: Jarosław Chmiel (Warszawa) |
|                        |               |     |                 |                                                            |

| 30 sierpnia 2008 17:00 | Stal Stalowa Wola · Jaromir Wieprzęć 72' (k) | 1:20:2 | Dolcan Ząbki · Maciej Tataj 5' 13' | Stadion MOSiR, Stalowa Wola Sędzia: Michał Mularczyk (Skierniewice) |
|                        |                                              |        |                                    |                                                                     |

| 30 sierpnia 2008 17:00 | Tur Turek | 0:10:0 | Korona Kielce · Maciej Szajna 51' | Stadion 1000-lecia, Turek Sędzia: Marek Karkut (Warszawa) |
|                        |           |        |                                   |                                                           |

| 30 sierpnia 2008 19:00 | GKS Jastrzębie · Janusz Wrześniak 19' | 1:41:2 | Zagłębie Lubin · Szymon Pawłowski 21' · Michał Goliński 44' · Ilijan Micanski 81' · Kamil Jackiewicz 90+3' | Stadion Miejski, Jastrzębie-Zdrój Sędzia: Mariusz Złotek (Stalowa Wola) |
|                        |                                       |        | |                                                                         |

| 30 sierpnia 2008 19:00 | Wisła Płock · Kamil Gęśla 42' · Łukasz Ganowicz 64' (s) | 2:21:0 | Odra Opole · Tomasz Copik 55' · Marcin Józefowicz 62' | Stadion im. Kazimierza Górskiego, Płock Sędzia: Sebastian Jarzębak (Bytom) |
|                        |                                                         |        |                                                       |                                                                            |

| 30 sierpnia 2008 19:10 | Widzew Łódź · Przemysław Oziębała 16' · Marcin Robak 21' 90' | 3:02:0 | GKP Gorzów Wielkopolski | Stadion Widzewa, Łódź Sędzia: Jacek Zygmunt (Jarosław) |
|                        |                                                              |        |                         |                                                        |

| 31 sierpnia 2008 14:40 | GKS Katowice · Bartosz Iwan 45' | 1:1 | Motor Lublin · Marcin Popławski 3' | Stadion GKS, Katowice Sędzia: Tomasz Musiał (Kraków) |
|                        |                                 |     |                                    |                                                      |

### 8. kolejka
| 3 września 2008 16:00 | Warta Poznań · Tomasz Magdziarz 4' · Sérgio Batata 13' · Tomasz Bekas 40' | 3:23:1 | Wisła Płock · Łukasz Grzeszczyk 19' · Bartosz Wiśniewski 69' | Stadion przy Drodze Dębińskiej, Poznań Sędzia: Paweł Pskit (Łódź) |
|                       |                                                                           |        |                                                              |                                                                   |

| 3 września 2008 16:30 | Dolcan Ząbki | 0:10:0 | Podbeskidzie Bielsko-Biała · Krzysztof Zaremba 82' | Stadion Miejski, Nowy Dwór Mazowiecki Sędzia: Cezary Smoleński (Suwałki) |
|                       |              |        |                                                    |                                                                          |

| 3 września 2008 17:00 | Górnik Łęczna | 0:0 | Widzew Łódź | Stadion Górnika, Łęczna Sędzia: Andrzej Mrowiec (Katowice) |
|                       |               |     |             |                                                            |

| 3 września 2008 17:00 | Flota Świnoujście · Wallace 63' · Jacek Magdziński 72' · Arkadiusz Sojka 84' | 3:20:2 | GKS Jastrzębie · Robert Żbikowski 14' · Witold Wawrzyczek 34' (k) | Stadion Miejski, Świnoujście Sędzia: Mariusz Podgórski (Wrocław) |
|                       |                                                                              |        |                                                                   |                                                                  |

| 3 września 2008 17:00 | Motor Lublin · Krzysztof Lipecki 63' | 1:00:0 | Znicz Pruszków | Stadion MOSiR Bystrzyca, Lublin Sędzia: Mariusz Złotek (Stalowa Wola) |
|                       |                                      |        |                |                                                                       |

| 3 września 2008 17:00 | Kmita Zabierzów | 0:10:0 | Odra Opole · Marcin Józefowicz 57' | Gminny Stadion Sportowy, Zabierzów Sędzia: Michał Zając (Sosnowiec) |
|                       |                 |        |                                    |                                                                     |

| 3 września 2008 17:00 | GKP Gorzów Wielkopolski · Adam Więckowski 6' · Maciej Malinowski 79' · Szymon Sawala 86' | 3:01:0 | Stal Stalowa Wola | Stadion OSiR, Gorzów Wielkopolski Sędzia: Bartosz Środecki (Wrocław) |
|                       |                                                                                          |        |                   |                                                                      |

| 3 września 2008 19:00 | Zagłębie Lubin · Ilijan Micanski 35' 44' (k) · Szymon Pawłowski 39' · Michał Goliński 70' · Wojciech Kędziora 75' | 5:03:0 | Tur Turek | Stadion Górnika, Polkowice Sędzia: Łukasz Śmietanka (Radom) |
|                       | |        |           |                                                             |

| 3 września 2008 19:00 | Korona Kielce · Edi Andradina 46' · Piotr Gawęcki 76' | 2:10:1 | GKS Katowice · Bartosz Iwan 11' | Stadion Miejski, Kielce Sędzia: Rafał Greń (Rzeszów) |
|                       |                                                       |        |                                 |                                                      |

### 9. kolejka
| 6 sierpnia 2008 14:30 | Tur Turek · Łukasz Cichos 52' | 1:20:0 | Flota Świnoujście · Piotr Dziuba 60' 67' | Stadion 1000-lecia, Turek Sędzia: Sebastian Jarzębak (Bytom) |
|                       |                               |        |                                          |                                                              |

| 6 sierpnia 2008 16:00 | Podbeskidzie Bielsko-Biała | 0:0 | GKP Gorzów Wielkopolski | Stadion Miejski, Bielsko-Biała Sędzia: Robert Kubas (Rzeszów) |
|                       |                            |     |                         |                                                               |

| 6 sierpnia 2008 16:00 | Stal Stalowa Wola · Krzysztof Trela 25' 60' · Abel Salami 48' · Jakub Ławecki 70' | 4:01:0 | Górnik Łęczna | Stadion MOSiR, Stalowa Wola Sędzia: Szymon Marciniak (Płock) |
|                       |                                                                                   |        |               |                                                              |

| 6 sierpnia 2008 18:00 | GKS Jastrzębie · Robert Żbikowski 71' | 1:00:0 | Dolcan Ząbki | Stadion Miejski, Jastrzębie-Zdrój Sędzia: Jacek Zygmunt (Jarosław) |
|                       |                                       |        |              |                                                                    |

| 6 sierpnia 2008 18:00 | Odra Opole · Paweł Odrzywolski 37' | 1:1 | Warta Poznań · Krzysztof Strugarek 34' | Stadion Miejski, Opole Sędzia: Tomasz Musiał (Kraków) |
|                       |                                    |     |                                        |                                                       |

| 7 sierpnia 2008 12:15 | Znicz Pruszków | 0:10:0 | Korona Kielce · Edi Andradina 68' (k) | Stadion Znicza, Pruszków Sędzia: Marcin Słupiński (Łódź) |
|                       |                |        |                                       |                                                          |

| 7 sierpnia 2008 17:00 | GKS Katowice · Łukasz Janoszka 77' · Krzysztof Markowski 85' | 2:20:2 | Zagłębie Lubin · Michał Goliński 8' · Ilijan Micanski 44' | Stadion GKS, Katowice Sędzia: Marcin Szrek (Kielce) |
|                       |                                                              |        |                                                           |                                                     |

| 7 sierpnia 2008 18:00 | Wisła Płock · Kamil Gęśla 58' | 1:00:0 | Motor Lublin | Stadion im. Kazimierza Górskiego, Płock Sędzia: Leszek Gawron (Mielec) |
|                       |                               |        |              |                                                                        |

| 7 sierpnia 2008 19:10 | Widzew Łódź · Marcin Robak 27' · Piotr Stawarczyk 80' | 2:01:0 | Kmita Zabierzów | Stadion Widzewa, Łódź Sędzia: Dariusz Giejsztorewicz (Suwałki) |
|                       |                                                       |        |                 |                                                                |

### 10. kolejka
| 12 sierpnia 2008 19:00 | Zagłębie Lubin · Grzegorz Bartczak 26' · Ilijan Micanski 42' | 2:0 | Znicz Pruszków | Stadion Górnika, Polkowice Sędzia: Albert Smalcerz (Sosnowiec) |
|                        |                                                              |     |                |                                                                |

| 13 sierpnia 2008 16:00 | Kmita Zabierzów | 0:0 | Warta Poznań | Gminny Stadion Sportowy, Zabierzów Sędzia: Michał Mularczyk (Skierniewice) |
|                        |                 |     |              |                                                                            |

| 13 sierpnia 2008 16:00 | Motor Lublin · Janusz Iwanicki 90' | 1:10:0 | Odra Opole · Michał Filipowicz 66' | Stadion MOSiR Bystrzyca, Lublin Sędzia: Jarosław Chmiel (Warszawa) |
|                        |                                    |        |                                    |                                                                    |

| 13 sierpnia 2008 16:00 | Flota Świnoujście · Piotr Dziuba 24' · Ireneusz Chrzanowski 47' | 2:01:0 | GKS Katowice | Stadion Miejski, Świnoujście Sędzia: Tomasz Cwalina (Gdańsk) |
|                        |                                                                 |        |              |                                                              |

| 13 sierpnia 2008 16:00 | GKP Gorzów Wielkopolski · Emil Drozdowicz 76' | 1:00:0 | GKS Jastrzębie | Stadion OSiR, Gorzów Wielkopolski Sędzia: Radosław Trochimiuk (Ciechanów) |
|                        |                                               |        |                |                                                                           |

| 13 sierpnia 2008 19:00 | Korona Kielce · Piotr Gawęcki 65' 79' | 2:00:0 | Wisła Płock | Stadion Miejski, Kielce Sędzia: Mariusz Podgórski (Wrocław) |
|                        |                                       |        |             |                                                             |

| 14 sierpnia 2008 14:00 | Dolcan Ząbki | 0:0 | Tur Turek | Stadion Miejski, Nowy Dwór Mazowiecki Sędzia: Mariusz Trofimiec (Kielce) |
|                        |              |     |           |                                                                          |

| 14 sierpnia 2008 14:40 | Widzew Łódź · Przemysław Oziębała 6' · Ugochukwu Ukah 72' | 2:11:0 | Stal Stalowa Wola · Jaromir Wieprzęć 85' (k) | Stadion Widzewa, Łódź Sędzia: Marcin Roguski (Warszawa) |
|                        |                                                           |        |                                              |                                                         |

| 15 sierpnia 2008 18:40 | Górnik Łęczna · Paweł Tomczyk 32' · Rafał Niżnik 58' (k) · Sławomir Nazaruk 63' | 3:21:2 | Podbeskidzie Bielsko-Biała · Martin Matúš 20' · Damian Świerblewski 27' | Stadion Górnika, Łęczna Sędzia: Marek Karkut (Warszawa) |
|                        |                                                                                 |        |                                                                         |                                                         |

### 11. kolejka
| 20 września 2008 16:00 | Stal Stalowa Wola | 0:0 | Kmita Zabierzów | Stadion MOSiR, Stalowa Wola Sędzia: Wojciech Krztoń (Olsztyn) |
|                        |                   |     |                 |                                                               |

| 20 września 2008 16:00 | Podbeskidzie Bielsko-Biała | 0:1 | Widzew Łódź · Marcin Robak 23' | Stadion Miejski, Bielsko-Biała Sędzia: Mariusz Trofimiec (Kielce) |
|                        |                            |     |                                |                                                                   |

| 20 września 2008 16:00 | Tur Turek | 0:0 | GKP Gorzów Wielkopolski | Stadion 1000-lecia, Turek Sędzia: Albert Smalcerz (Sosnowiec) |
|                        |           |     |                         |                                                               |

| 20 września 2008 16:00 | Warta Poznań | 0:10:0 | Motor Lublin · Rafał Wawrzyńczok 56' | Stadion przy Drodze Dębińskiej, Poznań Sędzia: Daniel Stefański (Bydgoszcz) |
|                        |              |        |                                      |                                                                             |

| 20 września 2008 16:00 | GKS Katowice · Szymon Kapias 31' · Gražvydas Mikulėnas 66' · Łukasz Janoszka 69' | 3:01:0 | Dolcan Ząbki | Stadion GKS, Katowice Sędzia: Marcin Słupiński (Łódź) |
|                        |                                                                                  |        |              |                                                       |

| 20 września 2008 18:00 | Wisła Płock · Bartłomiej Sielewski 89' | 1:00:0 | Zagłębie Lubin | Stadion im. Kazimierza Górskiego, Płock Sędzia: Cezary Smoleński (Suwałki) |
|                        |                                        |        |                |                                                                            |

| 20 września 2008 18:00 | Odra Opole · Marcin Józefowicz 2' · Michał Filipowicz 63' | 2:01:0 | Korona Kielce | Stadion Miejski, Opole Sędzia: Szymon Marciniak (Płock) |
|                        |                                                           |        |               |                                                         |

| 20 września 2008 19:00 | GKS Jastrzębie · Marek Kubisz 16' | 1:21:1 | Górnik Łęczna · Rafał Niżnik 19' · Paweł Tomczyk 63' | Stadion Miejski, Jastrzębie-Zdrój Sędzia: Bartosz Środecki (Warszawa) |
|                        |                                   |        |                                                      |                                                                       |

| 21 września 2008 12:00 | Znicz Pruszków · Paweł Kaczmarek 10' 81' (k) · Adrian Paluchowski 37' · Dawid Florian 72' | 4:12:0 | Flota Świnoujście · Grzegorz Skwara 57' | Stadion Znicza, Pruszków Sędzia: Piotr Maurek (Kraków) |
|                        |                                                                                           |        |                                         |                                                        |

### 12. kolejka
| 27 września 2008 16:00 | Kmita Zabierzów | 0:10:0 | Motor Lublin · Rafał Wawrzyńczok 54' | Gminny Stadion Sportowy, Zabierzów Sędzia: Rafał Greń (Rzeszów) |
|                        |                 |        |                                      |                                                                 |

| 27 września 2008 16:00 | Flota Świnoujście · Jacek Magdziński 3' · Krzysztof Hrymowicz 60' · Arkadiusz Sojka 83' · Grzegorz Skwara 85' | 4:11:0 | Wisła Płock · Adrian Mierzejewski 87' (k) | Stadion Miejski, Świnoujście Sędzia: Daniel Stefański (Bydgoszcz) |
|                        | |        |                                           |                                                                   |

| 27 września 2008 16:00 | GKP Gorzów Wielkopolski · Maciej Malinowski 27' · Emil Drozdowicz 85' | 2:01:0 | GKS Katowice | Stadion OSiR, Gorzów Wielkopolski Sędzia: Tomasz Cwalina (Gdańsk) |
|                        |                                                                       |        |              |                                                                   |

| 27 września 2008 16:00 | Górnik Łęczna · Radosław Bartoszewicz 38' | 1:21:1 | Tur Turek · Łukasz Derbich 27' · Sławomir Mazurkiewicz 78' (s) | Stadion Górnika, Łęczna Sędzia: Tomasz Musiał (Kraków) |
|                        |                                           |        |                                                                |                                                        |

| 27 września 2008 16:00 | Stal Stalowa Wola · Abel Salami 64' | 1:20:1 | Podbeskidzie Bielsko-Biała · Martin Matúš 30' · Łukasz Matusiak 81' | Stadion MOSiR, Stalowa Wola Sędzia: Erwin Paterek (Lublin) |
|                        |                                     |        |                                                                     |                                                            |

| 27 września 2008 18:00 | Korona Kielce · Edi Andradina 21' · Piotr Gawęcki 87' · Jacek Kiełb 90' | 3:01:0 | Warta Poznań | Stadion Miejski, Kielce Sędzia: Grzegorz Stęchły (Jarosław) |
|                        |                                                                         |        |              |                                                             |

| 27 września 2008 18:00 | Zagłębie Lubin · Ilijan Micanski 14' · Szymon Pawłowski 58' · Michał Stasiak 83' | 3:01:0 | Odra Opole | Stadion Miejski, Polkowice Sędzia: Michał Mularczyk (Skierniewice) |
|                        |                                                                                  |        |            |                                                                    |

| 27 września 2008 19:10 | Widzew Łódź | 0:1 | GKS Jastrzębie · Kamil Kostecki 41' | Stadion Widzewa, Łódź Sędzia: Łukasz Śmietanka (Radom) |
|                        |             |     |                                     |                                                        |

| 28 sierpnia 2008 14:40 | Dolcan Ząbki · Maciej Tataj 68' · Wojciech Trochim 85' | 2:00:0 | Znicz Pruszków | Stadion Miejski, Nowy Dwór Mazowiecki Sędzia: Marcin Szrek (Kielce) |
|                        |                                                        |        |                |                                                                     |

### 13. kolejka
| 4 października 2008 15:00 | Tur Turek | 0:0 | Widzew Łódź | Stadion 1000-lecia, Turek Sędzia: Wojciech Krztoń (Olsztyn) |
|                           |           |     |             |                                                             |

| 4 października 2008 15:00 | Kmita Zabierzów | 0:0 | Podbeskidzie Bielsko-Biała | Gminny Stadion Sportowy, Zabierzów Sędzia: Mariusz Złotek (Stalowa Wola) |
|                           |                 |     |                            |                                                                          |

| 4 października 2008 15:00 | Znicz Pruszków · Artur Januszewski 33' · Tomasz Feliksiak 51' · Maciej Rybaczuk 53' · Adrian Paluchowski 56' | 4:01:0 | GKP Gorzów Wielkopolski | Stadion Znicza, Pruszków Sędzia: Jacek Zygmunt (Jarosław) |
|                           | |        |                         |                                                           |

| 4 października 2008 15:00 | Warta Poznań | 0:30:2 | Zagłębie Lubin · Ilijan Micanski 21' 53' · Wojciech Kędziora 25' | Stadion przy Drodze Dębińskiej, Poznań Sędzia: Sebastian Jarzębak (Bytom) |
|                           |              |        |                                                                  |                                                                           |

| 4 października 2008 15:30 | Motor Lublin · Marcin Popławski 90' | 1:20:1 | Korona Kielce · Ernest Konon 29' · Piotr Gawęcki 89' | Stadion MOSiR Bystrzyca, Lublin Sędzia: Robert Kubas (Rzeszów) |
|                           |                                     |        |                                                      |                                                                |

| 4 października 2008 16:00 | GKS Katowice · Gražvydas Mikulėnas 17' · Krzysztof Markowski 26' | 2:32:1 | Górnik Łęczna · Grzegorz Szymanek 19' · Prejuce Nakoulma 83' · Jakub Grzegorzewski 90' (k) | Stadion GKS, Katowice Sędzia: Mariusz Trofimiec (Kielce) |
|                           |                                                                  |        |                                                                                            |                                                          |

| 4 października 2008 17:00 | Odra Opole | 0:2 | Flota Świnoujście · Piotr Dziuba 21' · Jacek Magdziński 25' | Stadion Miejski, Opole Sędzia: Michał Zając (Sosnowiec) |
|                           |            |     |                                                             |                                                         |

| 4 października 2008 18:00 | Wisła Płock | 0:10:0 | Dolcan Ząbki · Jacek Gabrusewicz 82' | Stadion im. Kazimierza Górskiego, Płock Sędzia: Cezary Smoleński (Suwałki) |
|                           |             |        |                                      |                                                                            |

| 4 października 2008 20:00 | GKS Jastrzębie · Kamil Kostecki 45' | 1:0 | Stal Stalowa Wola | Stadion Miejski, Jastrzębie-Zdrój Sędzia: Piotr Maurek (Kraków) |
|                           |                                     |     |                   |                                                                 |

### 14. kolejka
| 8 października 2008 15:00 | Kmita Zabierzów · Dariusz Gawęcki 77' | 1:10:1 | Korona Kielce · Edi Andradina 21' | Gminny Stadion Sportowy, Zabierzów Sędzia: Bartosz Środecki (Wrocław) |
|                           |                                       |        |                                   |                                                                       |

| 8 października 2008 15:00 | Flota Świnoujście · Piotr Dziuba 10' 20' · Wallace 35' · Jacek Magdziński 53' | 4:03:0 | Warta Poznań | Stadion Miejski, Świnoujście Sędzia: Wojciech Krztoń (Olsztyn) |
|                           |                                                                               |        |              |                                                                |

| 8 października 2008 15:00 | Dolcan Ząbki | 0:0 | Odra Opole | Stadion Miejski, Nowy Dwór Mazowiecki Sędzia: Albert Smalcerz (Sosnowiec) |
|                           |              |     |            |                                                                           |

| 8 października 2008 15:00 | GKP Gorzów Wielkopolski | 0:50:2 | Wisła Płock · Marjan Jugović 3' 85' · Maciej Wyszogrodzki 38' · Kamil Majkowski 64' 88' | Stadion OSiR, Gorzów Wielkopolski Sędzia: Michał Mularczyk (Skierniewice) |
|                           |                         |        |                                                                                         |                                                                           |

| 8 października 2008 15:00 | Podbeskidzie Bielsko-Biała · Adam Brzezina 27' · Krzysztof Chrapek 57' 87' · Sebastian Ziajka 90' | 4:01:0 | GKS Jastrzębie | Stadion MOSiR, Czechowice-Dziedzice Sędzia: Jarosław Chmiel (Warszawa) |
|                           |                                                                                                   |        |                |                                                                        |

| 8 października 2008 15:30 | Stal Stalowa Wola · Bartłomiej Piszczek 57' | 1:10:1 | Tur Turek · Łukasz Cichos 23' | Stadion MOSiR, Stalowa Wola Sędzia: Łukasz Śmietanka (Radom) |
|                           |                                             |        |                               |                                                              |

| 8 października 2008 16:00 | Górnik Łęczna · Veljko Nikitović 33' · Janusz Surdykowski 86' | 2:31:3 | Znicz Pruszków · Daniel Kokosiński 5' · Adrian Paluchowski 6' 25' | Stadion Górnika, Łęczna Sędzia: Mariusz Złotek (Stalowa Wola) |
|                           |                                                               |        |                                                                   |                                                               |

| 8 października 2008 19:00 | Zagłębie Lubin · Szymon Pawłowski 18' 87' | 2:01:0 | Motor Lublin | Stadion Górnika, Polkowice Sędzia: Marcin Roguski (Warszawa) |
|                           |                                           |        |              |                                                              |

| 8 października 2008 19:10 | Widzew Łódź · Łukasz Masłowski 21' | 1:0 | GKS Katowice | Stadion Widzewa, Łódź Sędzia: Radosław Trochimiuk (Ciechanów) |
|                           |                                    |     |              |                                                               |

### 15. kolejka
| 11 października 2008 15:00 | Warta Poznań · Sérgio Batata 58' | 1:20:1 | Dolcan Ząbki · Maciej Tataj 3' 74' | Stadion przy Drodze Dębińskiej, Poznań Sędzia: Leszek Gawron (Rzeszów) |
|                            |                                  |        |                                    |                                                                        |

| 11 października 2008 17:00 | GKS Jastrzębie | 0:20:1 | Kmita Zabierzów · Piotr Bagnicki 41' 69' | Stadion Miejski, Jastrzębie-Zdrój Sędzia: Daniel Stefański (Bydgoszcz) |
|                            |                |        |                                          |                                                                        |

| 11 października 2008 17:00 | Odra Opole · Łukasz Ganowicz 65' | 1:00:0 | GKP Gorzów Wielkopolski | Stadion Miejski, Opole Sędzia: Rafał Greń (Rzeszów) |
|                            |                                  |        |                         |                                                     |

| 12 października 2008 11:30 | GKS Katowice | 1:00:0 | Stal Stalowa Wola · Bartosz Iwan 81' | Stadion GKS, Katowice Sędzia: Dariusz Giejsztorewicz (Suwałki) |
|                            |              |        |                                      |                                                                |

| 12 października 2008 15:00 | Tur Turek · Paweł Olszewski 45' · Robert Hyży 50' (k) | 2:11:0 | Podbeskidzie Bielsko-Biała · Maciej Szmatiuk 60' | Stadion 1000-lecia, Turek Sędzia: Jacek Zygmunt (Jarosław) |
|                            |                                                       |        |                                                  |                                                            |

| 12 października 2008 15:00 | Motor Lublin · Kamil Oziemczuk 55' | 1:10:0 | Flota Świnoujście · Piotr Dziuba 47' | Stadion MOSiR Bystrzyca, Lublin Sędzia: Andrzej Mrowiec (Katowice) |
|                            |                                    |        |                                      |                                                                    |

| 12 października 2008 17:00 | Wisła Płock · Marjan Jugović 24' | 1:0 | Górnik Łęczna | Stadion im. Kazimierza Górskiego, Płock Sędzia: Paweł Pskit (Łódź) |
|                            |                                  |     |               |                                                                    |

| 12 października 2008 17:00 | Korona Kielce · Jacek Kiełb 74' · Piotr Gawęcki 83' | 2:20:0 | Zagłębie Lubin · Ilijan Micanski 90' · Michał Stasiak 90+3' | Stadion Miejski, Kielce Sędzia: Erwin Paterek (Lublin) |
|                            |                                                     |        |                                                             |                                                        |

| 12 października 2008 18:00 | Znicz Pruszków | 0:0 | Widzew Łódź | Stadion Znicza, Pruszków Sędzia: Michał Zając (Sosnowiec) |
|                            |                |     |             |                                                           |

### 16. kolejka
| 18 października 2008 13:00 | Flota Świnoujście | 0:20:1 | Korona Kielce · Łukasz Nawotczyński 44' · Ernest Konon 51' | Stadion Miejski, Świnoujście Sędzia: Marek Karkut (Warszawa) |
|                            |                   |        |                                                            |                                                              |

| 18 października 2008 14:30 | GKP Gorzów Wielkopolski | 0:20:0 | Warta Poznań · Grzegorz Wan 52' · Marcin Wojciechowski 90' | Stadion OSiR, Gorzów Wielkopolski Sędzia: Mariusz Podgórski (Wrocław) |
|                            |                         |        |                                                            |                                                                       |

| 18 października 2008 15:00 | Kmita Zabierzów | 0:0 | Zagłębie Lubin | Gminny Stadion Sportowy, Zabierzów Sędzia: Radosław Trochimiuk (Ciechanów) |
|                            |                 |     |                |                                                                            |

| 18 października 2008 15:00 | Dolcan Ząbki | 0:0 | Motor Lublin | Stadion Miejski, Nowy Dwór Mazowiecki Sędzia: Michał Mularczyk (Skierniewice) |
|                            |              |     |              |                                                                               |

| 18 października 2008 15:00 | Górnik Łęczna · Jakub Grzegorzewski 45' 83' | 2:11:0 | Odra Opole · Marcin Józefowicz 69' | Stadion Górnika, Łęczna Sędzia: Cezary Smoleński (Suwałki) |
|                            |                                             |        |                                    |                                                            |

| 18 października 2008 15:00 | Stal Stalowa Wola | 0:1 | Znicz Pruszków · Tomasz Feliksiak 28' | Stadion MOSiR, Stalowa Wola Sędzia: Marcin Słupiński (Łódź) |
|                            |                   |     |                                       |                                                             |

| 18 października 2008 15:00 | Podbeskidzie Bielsko-Biała · Bartłomiej Konieczny 27' | 1:0 | GKS Katowice | Stadion MOSiR, Czechowice-Dziedzice Sędzia: Łukasz Śmietanka (Radom) |
|                            |                                                       |     |              |                                                                      |

| 18 października 2008 16:30 | GKS Jastrzębie · Janusz Wrześniak 60' | 1:30:0 | Tur Turek · Łukasz Cichos 62' · Robert Hyży 81' · Piotr Skokowski 82' | Stadion Miejski, Jastrzębie-Zdrój Sędzia: Marcin Szrek (Kielce) |
|                            |                                       |        |                                                                       |                                                                 |

| 19 października 2008 14:40 | Widzew Łódź · Marcin Robak 16' · Przemysław Oziębała 67' | 2:21:0 | Wisła Płock · Kamil Majkowski 90' · Adrian Mierzejewski 90+1' | Stadion Widzewa, Łódź Sędzia: Robert Kubas (Rzeszów) |
|                            |                                                          |        |                                                               |                                                      |

### 17. kolejka
| 24 października 2008 17:00 | Odra Opole | 0:10:0 | Widzew Łódź · Marcin Robak 90+2' | Stadion Miejski, Opole Sędzia: Daniel Stefański (Bydgoszcz) |
|                            |            |        |                                  |                                                             |

| 25 października 2008 14:00 | Motor Lublin | 0:20:1 | GKP Gorzów Wielkopolski · Maciej Malinowski 36' · Piotr Ruszkul 90' | Stadion MOSiR Bystrzyca, Lublin Sędzia: Albert Smalcerz (Sosnowiec) |
|                            |              |        |                                                                     |                                                                     |

| 25 października 2008 14:30 | Tur Turek · Piotr Skokowski 89' (k) | 1:10:1 | Kmita Zabierzów · Wojciech Fabianowski 43' | Stadion 1000-lecia, Turek Sędzia: Marcin Roguski (Warszawa) |
|                            |                                     |        |                                            |                                                             |

| 25 października 2008 17:00 | Wisła Płock · Adrian Mierzejewski 47' · Kamil Majkowski 89' | 2:20:0 | Stal Stalowa Wola · Krzysztof Trela 63' · Abel Salami 85' | Stadion im. Kazimierza Górskiego, Płock Sędzia: Andrzej Mrowiec (Katowice) |
|                            |                                                             |        |                                                           |                                                                            |

| 25 października 2008 18:00 | Znicz Pruszków · Adrian Paluchowski 23' 68' | 2:11:1 | Podbeskidzie Bielsko-Biała · Sławomir Cienciała 37' | Stadion Znicza, Pruszków Sędzia: Dariusz Giejsztorewicz (Suwałki) |
|                            |                                             |        |                                                     |                                                                   |

| 25 października 2008 18:00 | Korona Kielce · Marcin Warakomski 68' (s) | 1:00:0 | Dolcan Ząbki | Stadion Miejski, Kielce Sędzia: Sebastian Jarzębak (Bytom) |
|                            |                                           |        |              |                                                            |

| 26 października 2008 11:30 | GKS Katowice | 0:3 wo. | GKS Jastrzębie | Stadion GKS, Katowice Sędzia: Mariusz Złotek (Stalowa Wola) |
|                            |              |         |                |                                                             |

| 26 października 2008 12:00 | Warta Poznań · Marcin Wojciechowski 6' | 1:21:1 | Górnik Łęczna · Jakub Grzegorzewski 31' · Sławomir Nazaruk 64' | Stadion przy Drodze Dębińskiej, Poznań Sędzia: Bartosz Środecki (Wrocław) |
|                            |                                        |        |                                                                |                                                                           |

| 26 października 2008 14:40 | Zagłębie Lubin | 0:10:0 | Flota Świnoujście · Piotr Dziuba 61' | Stadion Górnika, Polkowice Sędzia: Tomasz Musiał (Kraków) |
|                            |                |        |                                      |                                                           |

## Runda wiosenna

### 18. kolejka
| 7 listopada 2008 18.00 | Zagłębie Lubin · Wojciech Kędziora 90' | 1:00:0 | Dolcan Ząbki | Stadion Górnika, Polkowice Sędzia: Grzegorz Stęchły (Jarosław) |
|                        |                                        |        |              |                                                                |

| 8 listopada 2008 12.00 | GKP Gorzów Wielkopolski | 0:20:0 | Korona Kielce · Robert Bednarek 50' · Ernest Konon 74' | Stadion OSiR, Gorzów Wielkopolski Sędzia: Radosław Trochimiuk (Ciechanów) |
|                        |                         |        |                                                        |                                                                           |

| 8 listopada 2008 13.00 | Warta Poznań · Marcin Klatt 56' · Marcin Wojciechowski 75' · Filip Burkhardt 90' (k) | 3:10:0 | Widzew Łódź · Marcin Robak 88' | Stadion przy Drodze Dębińskiej, Poznań Sędzia: Mariusz Podgórski (Wrocław) |
|                        |                                                                                      |        |                                |                                                                            |

| 8 listopada 2008 13.00 | Flota Świnoujście · Krzysztof Hrymowicz 84' | 1:10:1 | Kmita Zabierzów · Dariusz Gawęcki 31' | Stadion Miejski, Świnoujście Sędzia: Łukasz Śmietanka (Radom) |
|                        |                                             |        |                                       |                                                               |

| 8 listopada 2008 14.00 | GKS Katowice · Bartosz Iwan 80' | 1:40:2 | Tur Turek · Benjamin Imeh 26' 58' · Łukasz Cichos 36' 47' | Stadion GKS, Katowice Sędzia: Jarosław Chmiel (Warszawa) |
|                        |                                 |        |                                                           |                                                          |

| 8 listopada 2008 16.00 | Odra Opole · Michał Filipowicz 25' 67' · Marcel Surowiak 75' | 3:01:0 | Stal Stalowa Wola | Stadion Miejski, Opole Sędzia: Michał Mularczyk (Łódź) |
|                        |                                                              |        |                   |                                                        |

| 8 listopada 2008 17.00 | Znicz Pruszków · Daniel Kokosiński 40' | 1:1 | GKS Jastrzębie · Robert Żbikowski 45' | Stadion Znicza, Pruszków Sędzia: Tomasz Cwalina (Gdańsk) |
|                        |                                        |     |                                       |                                                          |

| 9 listopada 2008 12.00 | Motor Lublin | 0:0 | Górnik Łęczna | Stadion MOSiR Bystrzyca, Lublin Sędzia: Michał Zając (Sosnowiec) |
|                        |              |     |               |                                                                  |

| 9 listopada 2008 14.40 | Wisła Płock | 0:30:1 | Podbeskidzie Bielsko-Biała · Krzysztof Chrapek 3' 62' 66' | Stadion im. Kazimierza Górskiego, Płock Sędzia: Marcin Szrek (Kielce) |
|                        |             |        |                                                           |                                                                       |

### 19. kolejka
| 14 listopada 2008 17.10 | Górnik Łęczna · Jakub Grzegorzewski 57' (k) 84' (k) | 2:20:1 | Korona Kielce · Ernest Konon 27' · Paweł Sobolewski 48' | Stadion Górnika, Łęczna Sędzia: Marcin Słupiński (Łódź) |
|                         |                                                     |        |                                                         |                                                         |

| 14 listopada 2008 19.10 | Widzew Łódź · Marcin Robak 85' | 1:00:0 | Motor Lublin | Stadion Widzewa, Łódź Sędzia: Jacek Zygmunt (Jarosław) |
|                         |                                |        |              |                                                        |

| 15 listopada 2008 12.00 | GKP Gorzów Wielkopolski · Emil Drozdowicz 73' · Łukasz Maliszewski 90' | 2:20:2 | Zagłębie Lubin · Szymon Pawłowski 18' 34' | Stadion OSiR, Gorzów Wielkopolski Sędzia: Andrzej Mrowiec (Katowice) |
|                         |                                                                        |        |                                           |                                                                      |

| 15 listopada 2008 13.00 | GKS Katowice · Krzysztof Kaliciak 64' · Łukasz Janoszka 81' | 2:20:1 | Kmita Zabierzów · Maciej Bębenek 40' · Wojciech Fabianowski 84' | Stadion GKS, Katowice Sędzia: Leszek Gawron (Mielec) |
|                         |                                                             |        |                                                                 |                                                      |

| 15 listopada 2008 13.00 | Podbeskidzie Bielsko-Biała · Krzysztof Chrapek 19' · Mariusz Sacha 77' | 2:01:0 | Odra Opole | Stadion MOSiR, Czechowice-Dziedzice Sędzia: Marek Karkut (Warszawa) |
|                         |                                                                        |        |            |                                                                     |

| 15 listopada 2008 13.00 | Dolcan Ząbki · Marcin Stańczyk 45' (k) · Sergiusz Wiechowski 89' | 2:01:0 | Flota Świnoujście | Stadion Miejski, Nowy Dwór Mazowiecki Sędzia: Cezary Smoleński (Suwałki) |
|                         |                                                                  |        |                   |                                                                          |

| 15 listopada 2008 13.30 | Stal Stalowa Wola | 0:0 | Warta Poznań | Stadion MOSiR, Stalowa Wola Sędzia: Piotr Maurek (Kraków) |
|                         |                   |     |              |                                                           |

| 15 listopada 2008 16.00 | GKS Jastrzębie | 0:20:1 | Wisła Płock · Mateusz Żytko 23' (k) 55' (k) | Stadion Miejski, Jastrzębie-Zdrój Sędzia: Mariusz Podgórski (Wrocław) |
|                         |                |        |                                             |                                                                       |

| 15 listopada 2008 17.00 | Znicz Pruszków · Adrian Paluchowski 25' · Mikołaj Rybaczuk 31' | 2:0 | Tur Turek | Stadion Znicza, Pruszków Sędzia: Robert Kubas (Rzeszów) |
|                         |                                                                |     |           |                                                         |

### 20. kolejka
|  | Kmita Zabierzów | 0:3 wo. | Dolcan Ząbki |  |
|  |                 |         |              |  |

| 14 marca 2009 15.00 | Warta Poznań · Tomasz Magdziarz 74' · Paweł Iwanicki 76' | 2:10:0 | Podbeskidzie Bielsko-Biała · Sławomir Cienciała 90' | Stadion przy Drodze Dębińskiej, Poznań Sędzia: Radosław Trochimiuk (Ciechanów) |
|                     |                                                          |        |                                                     |                                                                                |

| 14 marca 2009 15.00 | Flota Świnoujście · Paweł Buśkiewicz 41' · Łukasz Burliga 86' | 2:01:0 | GKP Gorzów Wielkopolski | Stadion Miejski, Świnoujście Sędzia: Tomasz Cwalina (Gdańsk) |
|                     |                                                               |        |                         |                                                              |

| 14 marca 2009 16.00 | Wisła Płock · Sławomir Jarczyk 16' · Karol Gregorek 49' | 2:01:0 | Tur Turek | Stadion im. Kazimierza Górskiego, Płock Sędzia: Dariusz Giejsztorewicz (Suwałki) |
|                     |                                                         |        |           |                                                                                  |

| 14 marca 2009 17.00 | Odra Opole | 0:1 | GKS Jastrzębie · Robert Żbikowski 23' | Stadion Miejski, Opole Sędzia: Daniel Stefański (Bydgoszcz) |
|                     |            |     |                                       |                                                             |

| 14 marca 2009 18.15 | Korona Kielce · Edi Andradina 45' · Łukasz Nawotczyński 90+2' | 2:21:2 | Widzew Łódź · Adrian Budka 9' · Tomasz Lisowski 26' | Stadion Miejski, Kielce Sędzia: Szymon Marciniak (Płock) |
|                     |                                                               |        |                                                     |                                                          |

| 14 marca 2009 19.46 | Zagłębie Lubin · Wojciech Kędziora 8' · Szymon Pawłowski 55' 65' | 3:01:0 | Górnik Łęczna | Stadion Górnika, Polkowice Sędzia: Łukasz Śmietanka (Radom) |
|                     |                                                                  |        |               |                                                             |

| 15 marca 2009 17.30 | Znicz Pruszków · Tomasz Chałas 6' | 1:11:0 | GKS Katowice · Bartosz Iwan 72' | Stadion Znicza, Pruszków Sędzia: Paweł Pskit (Łódź) |
|                     |                                   |        |                                 |                                                     |

| 29 kwietnia 2009 16.30 | Motor Lublin · Artur Bożyk 74' (k) | 1:10:1 | Stal Stalowa Wola · Abel Salami 7' | Stadion MOSiR Bystrzyca, Lublin Sędzia: Łukasz Bartosik (Kraków) |
|                        |                                    |        |                                    |                                                                  |

### 21. kolejka
|  | Znicz Pruszków | 3:0 wo. | Kmita Zabierzów |  |
|  |                |         |                 |  |

| 21 marca 2009 12.00 | GKS Katowice · Bartosz Iwan 7' | 1:11:0 | Wisła Płock · Karol Gregorek 54' | Stadion Miejski, Jaworzno Sędzia: Robert Kubas (Rzeszów) |
|                     |                                |        |                                  |                                                          |

| 21 marca 2009 14.00 | Podbeskidzie Bielsko-Biała | 0:0 | Motor Lublin | Stadion MOSiR, Czechowice-Dziedzice Sędzia: Mariusz Trofimiec (Kielce) |
|                     |                            |     |              |                                                                        |

| 21 marca 2009 15.00 | Stal Stalowa Wola · Kamil Karcz 28' · Krystian Lebioda 53' · Konrad Cebula 55' | 3:01:0 | Korona Kielce | Stadion MOSiR, Stalowa Wola Sędzia: Erwin Paterek (Lublin) |
|                     |                                                                                |        |               |                                                            |

| 21 marca 2009 15.00 | GKP Gorzów Wielkopolski · Szymon Sawala 31' | 1:21:1 | Dolcan Ząbki · Marcin Stańczyk 10' · Michał Zapaśnik 90' | Stadion OSiR, Gorzów Wielkopolski Sędzia: Michał Zając (Sosnowiec) |
|                     |                                             |        |                                                          |                                                                    |

| 21 marca 2009 15.30 | Flota Świnoujście | 0:20:1 | Górnik Łęczna · Jakub Grzegorzewski 5' · Piotr Karwan 66' | Stadion Miejski, Świnoujście Sędzia: Marcin Szrek (Kielce) |
|                     |                   |        |                                                           |                                                            |

| 21 marca 2009 16.00 | GKS Jastrzębie · Radek Janeček 47' | 1:10:0 | Warta Poznań · Bartosz Hinc 71' | Stadion Miejski, Jastrzębie-Zdrój Sędzia: Tomasz Musiał (Kraków) |
|                     |                                    |        |                                 |                                                                  |

| 22 marca 2009 11.00 | Tur Turek · Rafał Bałecki 1' | 1:11:0 | Odra Opole · Piotr Adamczyk 79' | Stadion 1000-lecia, Turek Sędzia: Marcin Roguski (Warszawa) |
|                     |                              |        |                                 |                                                             |

| 22 marca 2009 18.30 | Widzew Łódź · Marcin Robak 73' | 1:00:0 | Zagłębie Lubin | Stadion Widzewa, Łódź Sędzia: Marek Karkut (Warszawa) |
|                     |                                |        |                |                                                       |

### 22. kolejka
|  | Kmita Zabierzów | 0:3 wo. | GKP Gorzów Wielkopolski |  |
|  |                 |         |                         |  |

| 27 marca 2009 17.30 | Korona Kielce · Ernest Konon 20' · Edi Andradina 28' | 2:22:1 | Podbeskidzie Bielsko-Biała · Paweł Żmudziński 40' (k) · Łukasz Matusiak 86' | Stadion Miejski, Kielce Sędzia: Michał Mularczyk (Skierniewice) |
|                     |                                                      |        |                                                                             |                                                                 |

| 27 marca 2009 19.00 | Zagłębie Lubin | 0:0 | Stal Stalowa Wola | Dialog Arena, Lubin Sędzia: Sebastian Jarzęba (Bytom) |
|                     |                |     |                   |                                                       |

| 28 marca 2009 15.00 | Dolcan Ząbki · Rafał Grzelak 47' · Michał Zapaśnik 60' | 2:00:0 | Górnik Łęczna | Stadion Miejski, Nowy Dwór Mazowiecki Sędzia: Cezary Smoleński (Suwałki) |
|                     |                                                        |        |               |                                                                          |

| 28 marca 2009 15.00 | Motor Lublin · Kamil Oziemczuk 4' | 1:1 | GKS Jastrzębie · Daniel Feruga 33' | Stadion MOSiR Bystrzyca, Lublin Sędzia: Mariusz Złotek (Gorzyce) |
|                     |                                   |     |                                    |                                                                  |

| 28 marca 2009 15.00 | Warta Poznań · Tomasz Bekas 40' 78' · Filip Burkhardt 44' (k) 68' | 4:12:1 | Tur Turek · Petr Kaspřák 8' | Stadion przy Drodze Dębińskiej, Poznań Sędzia: Jarosław Chmiel (Warszawa) |
|                     |                                                                   |        |                             |                                                                           |

| 28 marca 2009 15.30 | Flota Świnoujście | 0:0 | Widzew Łódź | Stadion Miejski, Świnoujście Sędzia: Mariusz Podgórski (Wrocław) |
|                     |                   |     |             |                                                                  |

| 29 marca 2009 17.00 | Odra Opole · Piotr Adamczyk 90' | 1:20:0 | GKS Katowice · Bartosz Iwan 72' 81' | Stadion Miejski, Opole Sędzia: Marcin Słupiński (Sieradz) |
|                     |                                 |        |                                     |                                                           |

| 29 marca 2009 18.00 | Znicz Pruszków · Tomasz Chałas 6' 27' | 2:1 | Wisła Płock · Karol Gregorek 40' | Stadion Znicza, Pruszków Sędzia: Grzegorz Stęchły (Jarosław) |
|                     |                                       |     |                                  |                                                              |

### 23. kolejka
|  | Wisła Płock | 3:0 wo. | Kmita Zabierzów |  |
|  |             |         |                 |  |

| 4 kwietnia 2009 12.00 | GKS Katowice · Piotr Plewnia 36' | 1:0 | Warta Poznań | Stadion Miejski, Jaworzno Sędzia: Łukasz Śmietanka (Radom) |
|                       |                                  |     |              |                                                            |

| 4 kwietnia 2009 14.00 | Podbeskidzie Bielsko-Biała · Paweł Żmudziński 24' · Krzysztof Chrapek 58' 66' | 3:01:0 | Zagłębie Lubin | Stadion Miejski, Bielsko-Biała Sędzia: Jacek Zygmunt (Jarosław) |
|                       |                                                                               |        |                |                                                                 |

| 4 kwietnia 2009 16.00 | Tur Turek | 0:0 | Motor Lublin | Stadion 1000-lecia, Turek Sędzia: Andrzej Mrowiec (Bytom) |
|                       |           |     |              |                                                           |

| 4 kwietnia 2009 16.00 | Stal Stalowa Wola · Jaromir Wieprzęć 8' (k) | 1:0 | Flota Świnoujście | Stadion MOSiR, Stalowa Wola Sędzia: Paweł Pskit (Łódź) |
|                       |                                             |     |                   |                                                        |

| 4 kwietnia 2009 18.00 | GKS Jastrzębie | 0:0 | Korona Kielce | Stadiom Miejski, Jastrzębie-Zdrój Sędzia: Leszek Gawron (Mielec) |
|                       |                |     |               |                                                                  |

| 4 kwietnia 2009 | Górnik Łęczna · Kamil Witkowski 89' | 1:10:0 | GKP Gorzów Wielkopolski · Mouhamadou Traoré 79' | Stadion Górnika, Łęczna Sędzia: Szymon Marciniak (Płock) |
|                 |                                     |        |                                                 |                                                          |

| 5 kwietnia 2009 18.00 | Znicz Pruszków · Maciej Kiciński 30' (s) · Tomasz Chałas 64' | 2:01:0 | Odra Opole | Stadion Znicza, Pruszków Sędzia: Łukasz Bartosik (Kraków) |
|                       |                                                              |        |            |                                                           |

| 6 kwietnia 2009 19.10 | Widzew Łódź · Marcin Robak 81' (k) · Przemysław Oziębała 83' | 2:10:0 | Dolcan Ząbki · Piotr Kosiorowski 60' (k) | Stadion Widzewa, Łódź Sędzia: Tomasz Cwalina (Gdańsk) |
|                       |                                                              |        |                                          |                                                       |

### 24. kolejka
|  | Kmita Zabierzów | 0:3 wo. | Górnik Łęczna |  |
|  |                 |         |               |  |

| 11 kwietnia 2009 13.00 | Flota Świnoujście · Arkadiusz Sojka 50' · Ireneusz Chrzanowski 69' | 2:00:0 | Podbeskidzie Bielsko-Biała | Stadion Miejski, Świnoujście Sędzia: Wojciech Krztoń (Olsztyn) |
|                        |                                                                    |        |                            |                                                                |

| 11 kwietnia 2009 14.00 | Motor Lublin | 0:0 | GKS Katowice | Stadion MOSiR Bystrzyca, Lublin Sędzia: Rafał Greń (Rzeszów) |
|                        |              |     |              |                                                              |

| 11 kwietnia 2009 15.00 | Odra Opole | 0:10:0 | Wisła Płock · Karol Gregorek 62' | Stadion Miejski, Opole Sędzia: Andrzej Mrowiec (Bytom) |
|                        |            |        |                                  |                                                        |

| 11 kwietnia 2009 15.00 | GKP Gorzów Wielkopolski · Jakub Cieciura 2' | 1:1 | Widzew Łódź · Marcin Robak 43' | Stadion OSiR, Gorzów Wielkopolski Sędzia: Radosław Trochimiuk (Przasnysz) |
|                        |                                             |     |                                |                                                                           |

| 11 kwietnia 2009 15.30 | Dolcan Ząbki · Artur Jędrzejczyk 87' · Dariusz Papierz 90' | 2:00:0 | Stal Stalowa Wola | Stadion Miejski, Nowy Dwór Mazowiecki Sędzia: Marcin Szrek (Kielce) |
|                        |                                                            |        |                   |                                                                     |

| 11 kwietnia 2009 16.00 | Korona Kielce · Cezary Wilk 80' | 1:00:0 | Tur Turek | Stadion Miejski, Kielce Sędzia: Daniel Stefański (Bydgoszcz) |
|                        |                                 |        |           |                                                              |

| 11 kwietnia 2009 16.00 | Warta Poznań | 0:20:0 | Znicz Pruszków · Tomasz Feliksiak 52' · Maciej Rybaczuk 65' | Stadion przy Drodze Dębińskiej, Poznań Sędzia: Dariusz Giejsztorewicz (Suwałki) |
|                        |              |        |                                                             |                                                                                 |

| 11 kwietnia 2009 19.00 | Zagłębie Lubin · Jacek Wiśniewski 90' (s) | 1:10:1 | GKS Jastrzębie · Robert Żbikowski 3' | Dialog Arena, Lubin Sędzia: Erwin Paterek (Lublin) |
|                        |                                           |        |                                      |                                                    |

### 25. kolejka
|  | Odra Opole | 3:0 wo. | Kmita Zabierzów |  |
|  |            |         |                 |  |

| 18 kwietnia 2009 15.00 | Podbeskidzie Bielsko-Biała · Paweł Żmudziński 41' · Martin Matúš 54' 76' | 3:11:0 | Dolcan Ząbki · Maciej Tataj 88' | Stadion Miejski, Bielsko-Biała Sędzia: Mariusz Podgórski (Wrocław) |
|                        |                                                                          |        |                                 |                                                                    |

| 18 kwietnia 2009 16.00 | GKS Katowice | 0:20:0 | Korona Kielce · Kiełb 51' 63' | Stadion Miejski, Jaworzno Sędzia: Grzegorz Stęchły (Przemyśl) |
|                        |              |        |                               |                                                               |

| 18 kwietnia 2009 16.00 | Tur Turek | 0:20:0 | Zagłębie Lubin · Ilijan Micanski 65' 71' | Stadion 1000-lecia, Turek Sędzia: Michał Zając (Sosnowiec) |
|                        |           |        |                                          |                                                            |

| 18 kwietnia 2009 16.00 | Stal Stalowa Wola · Grzegorz Kmiecik 3' · Abel Salami 62' | 2:11:1 | GKP Gorzów Wielkopolski · Mouhamadou Traoré 18' | Stadion MOSiR, Stalowa Wola Sędzia: Marcin Roguski (Warszawa) |
|                        |                                                           |        |                                                 |                                                               |

| 18 kwietnia 2009 17.00 | Wisła Płock | 0:1 | Warta Poznań · Marcin Wojciechowski 38' | Stadion im. Kazimierza Górskiego, Płock Sędzia: Mariusz Trofimiec (Kielce) |
|                        |             |     |                                         |                                                                            |

| 18 kwietnia 2009 17.00 | GKS Jastrzębie · Robert Żbikowski 89' | 1:30:1 | Flota Świnoujście · Paweł Buśkiewicz 27' · Jacek Magdziński 48' · Przemysław Pietruszka 75' | Stadion Miejski, Jastrzębie-Zdrój Sędzia: Marek Karkut (Warszawa) |
|                        |                                       |        |                                                                                             |                                                                   |

| 18 kwietnia 2009 18.15 | Widzew Łódź · Mindaugas Panka 38' · Marcin Robak 80' (k) | 2:11:1 | Górnik Łęczna · Prejuce Nakoulma 3' | Stadion Widzewa, Łódź Sędzia: Jarosław Chmiel (Warszawa) |
|                        |                                                          |        |                                     |                                                          |

| 18 kwietnia 2009 19.00 | Znicz Pruszków | 0:0 | Motor Lublin | Stadion Znicza, Pruszków Sędzia: Tomasz Musiał (Kraków) |
|                        |                |     |              |                                                         |

### 26. kolejka
|  | Kmita Zabierzów | 0:3 wo. | Widzew Łódź |  |
|  |                 |         |             |  |

| 21 kwietnia 2009 20.00 | Korona Kielce · Ernest Konon 7' | 1:21:0 | Znicz Pruszków · Tomasz Feliksiak 68' · Tomasz Chałas 72' | Stadion Miejski, Kielce Sędzia: Jacek Zygmunt (Jarosław) |
|                        |                                 |        |                                                           |                                                          |

| 22 kwietnia 2009 16.00 | Dolcan Ząbki · Maciej Tataj 14' | 1:11:0 | GKS Jastrzębie · Janusz Wrześniak 65' | Stadion Miejski, Nowy Dwór Mazowiecki Sędzia: Łukasz Bartosik (Kraków) |
|                        |                                 |        |                                       |                                                                        |

| 22 kwietnia 2009 16.00 | Flota Świnoujście | 0:0 | Tur Turek | Stadion Miejski, Świnoujście Sędzia: Michał Mularczyk (Skierniewice) |
|                        |                   |     |           |                                                                      |

| 22 kwietnia 2009 17.00 | GKP Gorzów Wielkopolski | 0:30:0 | Podbeskidzie Bielsko-Biała · Łukasz Matusiak 50' · Sławomir Cienciała 63' · Krzysztof Chrapek 82' | Stadion OSiR, Gorzów Wielkopolski Sędzia: Tomasz Cwalina (Gdańsk) |
|                        |                         |        |                                                                                                   |                                                                   |

| 22 kwietnia 2009 17.00 | Motor Lublin · Rafał Król 74' · Marcin Syroka 89' | 2:10:0 | Wisła Płock · Adam Majewski 51' | Stadion MOSiR Bystrzyca, Lublin Sędzia: Dariusz Giejsztorewicz (Suwałki) |
|                        |                                                   |        |                                 |                                                                          |

| 22 kwietnia 2009 17.00 | Warta Poznań · Paweł Iwanicki 12' | 1:0 | Odra Opole | Stadion przy Drodze Dębińskiej, Poznań Sędzia: Daniel Stefański (Bydgoszcz) |
|                        |                                   |     |            |                                                                             |

| 22 kwietnia 2009 17.00 | Górnik Łęczna | 0:0 | Stal Stalowa Wola | Stadion Górnika, Łęczna Sędzia: Cezary Smoleński (Suwałki) |
|                        |               |     |                   |                                                            |

| 22 kwietnia 2009 19.00 | Zagłębie Lubin · Ilijan Micanski 45' | 1:0 | GKS Katowice | Dialog Arena, Lubin Sędzia: Leszek Gawron (Mielec) |
|                        |                                      |     |              |                                                    |

### 27. kolejka
|  | Warta Poznań | 3:0 wo. | Kmita Zabierzów |  |
|  |              |         |                 |  |

| 25 kwietnia 2009 16.00 | Podbeskidzie Bielsko-Biała · Rafał Jarosz 5' · Krzysztof Chrapek 84' | 2:21:2 | Górnik Łęczna · Prejuce Nakoulma 6' · Radosław Bartoszewicz 45' | Stadion Miejski, Bielsko-Biała Sędzia: Łukasz Śmietanka (Radom) |
|                        |                                                                      |        |                                                                 |                                                                 |

| 25 kwietnia 2009 16.00 | Stal Stalowa Wola | 0:0 | Widzew Łódź | Stadion MOSiR, Stalowa Wola Sędzia: Mariusz Podgórski (Wrocław) |
|                        |                   |     |             |                                                                 |

| 25 kwietnia 2009 18.00 | Odra Opole · Filipe 66' | 1:00:0 | Motor Lublin | Stadion Miejski, Opole Sędzia: Marcin Szrek (Kielce) |
|                        |                         |        |              |                                                      |

| 26 kwietnia 2009 15.30 | Wisła Płock · Bartosz Wiśniewski 2' · Przemysław Szabat 64' | 2:11:0 | Korona Kielce · Edi Andradina 67' | Stadion im. Kazimierza Górskiego, Płock Sędzia: Andrzej Mrowiec (Bytom) |
|                        |                                                             |        |                                   |                                                                         |

| 26 kwietnia 2009 16.00 | GKS Katowice · Mateusz Sroka 13' | 1:0 | Flota Świnoujście | Stadion Miejski, Jaworzno Sędzia: Marcin Słupiński (Sieradz) |
|                        |                                  |     |                   |                                                              |

| 26 kwietnia 2009 16.00 | Tur Turek | 0:20:1 | Dolcan Ząbki · Marcin Korkuć 21' · Rafał Grzelak 90' | Stadion 1000-lecia, Turek Sędzia: Paweł Pskit (Łódź) |
|                        |           |        |                                                      |                                                      |

| 26 kwietnia 2009 17.00 | GKS Jastrzębie · Tomasz Copik 30' · Witold Wawrzyczek 67' (k) | 2:11:1 | GKP Gorzów Wielkopolski · Mouhamadou Traoré 31' | Stadion Miejski, Jastrzębie-Zdrój Sędzia: Rafał Greń (Rzeszów) |
|                        |                                                               |        |                                                 |                                                                |

| 26 kwietnia 2009 20.15 | Znicz Pruszków · Tomasz Chałas 81' | 1:20:1 | Zagłębie Lubin · Michał Goliński 17' · Szymon Pawłowski 50' | Stadion Znicza, Pruszków Sędzia: Wojciech Krztoń (Olsztyn) |
|                        |                                    |        |                                                             |                                                            |

### 28. kolejka
|  | Kmita Zabierzów | 0:3 wo. | Stal Stalowa Wola |  |
|  |                 |         |                   |  |

| 1 maja 2009 19.10 | Widzew Łódź · Mindaugas Panka 44' · Przemysław Oziębała 51' 80' | 3:01:0 | Podbeskidzie Bielsko-Biała | Stadion Widzewa, Łódź Sędzia: Tomasz Musiał (Kraków) |
|                   |                                                                 |        |                            |                                                      |

| 2 maja 2009 17.00 | Górnik Łęczna · Prejuce Nakoulma 29' · Kamil Witkowski 57' | 2:01:0 | GKS Jastrzębie | Stadion Górnika, Łęczna Sędzia: Radosław Trochimiuk (Przasnysz) |
|                   |                                                            |        |                |                                                                 |

| 2 maja 2009 17.00 | GKP Gorzów Wielkopolski · Mateusz Piątkowski 40' · Paweł Kaczorowski 85' | 2:21:1 | Tur Turek · Paweł Olszewski 8' · Benjamin Imeh 79' | Stadion OSiR, Gorzów Wielkopolski Sędzia: Marcin Słupiński (Sieradz) |
|                   |                                                                          |        |                                                    |                                                                      |

| 2 maja 2009 17.00 | Dolcan Ząbki | 0:1 | GKS Katowice · Mateusz Sroka 45' | Stadion Miejski, Nowy Dwór Mazowiecki Sędzia: Mariusz Złotek (Gorzyce) |
|                   |              |     |                                  |                                                                        |

| 2 maja 2009 17.00 | Flota Świnoujście · Paweł Buśkiewicz 51' | 1:00:0 | Znicz Pruszków | Stadion Miejski, Świnoujście Sędzia: Daniel Stefański (Bydgoszcz) |
|                   |                                          |        |                |                                                                   |

| 2 maja 2009 18.15 | Zagłębie Lubin · Ilijan Micanski 66' | 1:00:0 | Wisła Płock | Dialog Arena, Lubin Sędzia: Grzegorz Stęchły (Jarosław) |
|                   |                                      |        |             |                                                         |

| 3 maja 2009 17.00 | Motor Lublin · Maciejewski 7' | 1:1 | Warta Poznań · Bartosz Hinc 45' | Stadion MOSiR Bystrzyca, Lublin Sędzia: Marek Karkut (Warszawa) |
|                   |                               |     |                                 |                                                                 |

| 3 maja 2009 18.00 | Korona Kielce · Piotr Gawęcki 51' · Łukasz Cichos 62' | 2:00:0 | Odra Opole | Stadion Miejski, Kielce Sędzia: Michał Zając (Sosnowiec) |
|                   |                                                       |        |            |                                                          |

### 29. kolejka
|  | Motor Lublin | 3:0 wo. | Kmita Zabierzów |  |
|  |              |         |                 |  |

| 9 maja 2009 17.00 | GKS Katowice · Gražvydas Mikulėnas 72' | 1:10:1 | GKP Gorzów Wielkopolski · Jakub Cieciura 24' | Stadion Miejski, Jaworzno Sędzia: Michał Mularczyk (Skierniewice) |
|                   |                                        |        |                                              |                                                                   |

| 9 maja 2009 17.00 | Tur Turek · Benjamin Imeh 60' | 1:20:0 | Górnik Łęczna · Prejuce Nakoulma 58' · Kamil Witkowski 69' | Stadion 1000-lecia, Turek Sędzia: Leszek Gawron (Mielec) |
|                   |                               |        |                                                            |                                                          |

| 9 maja 2009 17.00 | Podbeskidzie Bielsko-Biała · Sławomir Cienciała 36' · Clemence Matawu 68' · Krzysztof Chrapek 86' | 3:01:0 | Stal Stalowa Wola | Stadion Miejski, Bielsko-Biała Sędzia: Jarosław Chmiel (Warszawa) |
|                   |                                                                                                   |        |                   |                                                                   |

| 9 maja 2009 18.00 | Warta Poznań · Paweł Iwanicki 2' · Marcin Wojciechowski 51' · Marcin Klatt 88' | 3:01:0 | Korona Kielce | Stadion przy Drodze Dębińskiej, Poznań Sędzia: Cezary Smoleński (Suwałki) |
|                   |                                                                                |        |               |                                                                           |

| 9 maja 2009 19.00 | Odra Opole | 0:30:0 | Zagłębie Lubin · Ilijan Micanski 49' · Michał Goliński 74' 87' | Stadion Miejski, Opole Sędzia: Rafał Greń (Rzeszów) |
|                   |            |        |                                                                |                                                     |

| 9 maja 2009 19.00 | Znicz Pruszków · Tomasz Chałas 72' | 1:30:1 | Dolcan Ząbki · Maciej Tataj 22' · Marcin Korkuć 75' · Andrzej Stretowicz 79' | Stadion Znicza, Pruszków Sędzia: Marcin Roguski (Warszawa) |
|                   |                                    |        |                                                                              |                                                            |

| 9 maja 2009 19.00 | GKS Jastrzębie | 0:30:1 | Widzew Łódź · Marcin Robak 45' (k) · Łukasz Broź 77' 89' | Stadion Miejski, Jastrzębie-Zdrój Sędzia: Mariusz Trofimiec (Kielce) |
|                   |                |        |                                                          |                                                                      |

| 10 maja 2009 19.45 | Wisła Płock · Bartłomiej Sielewski 90' | 1:20:1 | Flota Świnoujście · Paweł Buśkiewicz 34' 80' (k) | Stadion im. Kazimierza Górskiego, Płock Sędzia: Jacek Zygmunt (Jarosław) |
|                    |                                        |        |                                                  |                                                                          |

### 30. kolejka
|  | Podbeskidzie Bielsko-Biała | 3:0 wo. | Kmita Zabierzów |  |
|  |                            |         |                 |  |

| 13 maja 2009 17.00 | Stal Stalowa Wola · Jaromir Wieprzęć 39' 89' (k) | 2:01:0 | GKS Jastrzębie | Stadion MOSiR, Stalowa Wola Sędzia: Marcin Słupiński (Sieradz) |
|                    |                                                  |        |                |                                                                |

| 13 maja 2009 17.00 | Górnik Łęczna · Kamil Witkowski 51' | 1:10:0 | GKS Katowice · Gražvydas Mikulėnas 67' | Stadion Górnika, Łęczna Sędzia: Marek Karkut (Warszawa) |
|                    |                                     |        |                                        |                                                         |

| 13 maja 2009 17.00 | GKP Gorzów Wielkopolski | 0:0 | Znicz Pruszków | Stadion OSiR, Gorzów Wielkopolski Sędzia: Andrzej Mrowiec (Bytom) |
|                    |                         |     |                |                                                                   |

| 13 maja 2009 17.00 | Dolcan Ząbki · Tomasz Kułkiewicz 65' | 1:00:0 | Wisła Płock | Stadion Dolcanu, Ząbki Sędzia: Radosław Trochimiuk (Przasnysz) |
|                    |                                      |        |             |                                                                |

| 13 maja 2009 17.00 | Flota Świnoujście · Przemysław Pietruszka 57' · Paweł Buśkiewicz 74' | 2:00:0 | Odra Opole | Stadion Miejski, Świnoujście Sędzia: Paweł Pskit (Łódź) |
|                    |                                                                      |        |            |                                                         |

| 13 maja 2009 18.00 | Korona Kielce · Hernâni 14' · Łukasz Cichos 50' · Jacek Markiewicz 90' | 3:01:0 | Motor Lublin | Stadion Miejski, Kielce Sędzia: Dariusz Giejsztorewicz (Suwałki) |
|                    |                                                                        |        |              |                                                                  |

| 13 maja 2009 19.00 | Zagłębie Lubin · Mateusz Bartczak 63' | 1:20:1 | Warta Poznań · Marcin Klatt 31' · Alain Ngamayama 75' | Dialog Arena, Lubin Sędzia: Łukasz Bartosik (Kraków) |
|                    |                                       |        |                                                       |                                                      |

| 13 maja 2009 19.10 | Widzew Łódź · Przemysław Oziębała 10' · Marcin Robak 85' | 2:01:0 | Tur Turek | Stadion Widzewa, Łódź Sędzia: Wojciech Krztoń (Olsztyn) |
|                    |                                                          |        |           |                                                         |

### 31. kolejka
|  | Korona Kielce | 3:0 wo. | Kmita Zabierzów |  |
|  |               |         |                 |  |

| 16 maja 2009 16.00 | GKS Katowice · Grzegorz Goncerz 55' · Tomasz Hołota 60' · Krzysztof Kaliciak 60' | 3:20:1 | Widzew Łódź · Marcin Robak 30' 81' (k) | Stadion Miejski, Jaworzno Sędzia: Erwin Paterek (Lublin) |
|                    |                                                                                  |        |                                        |                                                          |

| 16 maja 2009 17.00 | Warta Poznań · Marcin Klatt 13' (k) 86' · Przemysław Otuszewski 83' | 3:11:1 | Flota Świnoujście · Paweł Buśkiewicz 39' (k) | Stadion przy Drodze Dębińskiej, Poznań Sędzia: Mariusz Podgórski (Wrocław) |
|                    |                                                                     |        |                                              |                                                                            |

| 16 maja 2009 17.00 | Motor Lublin · Dawid Ptaszyński 40' | 1:2 | Zagłębie Lubin · Szymon Pawłowski 14' · Dawid Plizga 22' | Stadion MOSiR Bystrzyca, Lublin Sędzia: Michał Zając (Sosnowiec) |
|                    |                                     |     |                                                          |                                                                  |

| 16 maja 2009 17.00 | Tur Turek · Dawid Bartos 86' | 1:20:1 | Stal Stalowa Wola · Kamil Karcz 34' · Bartłomiej Piszczek 74' | Stadion 1000-lecia, Turek Sędzia: Tomasz Cwalina (Gdańsk) |
|                    |                              |        |                                                               |                                                           |

| 16 maja 2009 19.00 | Odra Opole | 0:0 | Dolcan Ząbki | Stadion Miejski, Opole Sędzia: Tomasz Musiał (Kraków) |
|                    |            |     |              |                                                       |

| 16 maja 2009 19.00 | GKS Jastrzębie · Wawrzyczek 35' 81' | 2:21:2 | Podbeskidzie Bielsko-Biała · Łukasz Matusiak 24' · Clemence Matawu 36' | Stadion Miejski, Jastrzębie-Zdrój Sędzia: Marcin Szrek (Kielce) |
|                    |                                     |        |                                                                        |                                                                 |

| 17 maja 2009 12.00 | Wisła Płock · Tomasz Grudzień 48' · Kamil Gęśla 79' · Szymon Sawala 83' (sam) | 3:20:1 | GKP Gorzów Wielkopolski · Mouhamadou Traoré 21' · Mateusz Piątkowski 50' (k) | Stadion im. Kazimierza Górskiego, Płock Sędzia: Cezary Smoleński (Suwałki) |
|                    |                                                                               |        |                                                                              |                                                                            |

| 17 maja 2009 19.30 | Znicz Pruszków | 0:20:1 | Górnik Łęczna · Kamil Stachyra 34' · Prejuce Nakoulma 49' | Stadion Znicza, Pruszków Sędzia: Mariusz Złotek (Gorzyce) |
|                    |                |        |                                                           |                                                           |

### 32. kolejka
|  | Kmita Zabierzów | 0:3 wo. | GKS Jastrzębie |  |
|  |                 |         |                |  |

| 22 maja 2009 20.15 | Zagłębie Lubin · Ilijan Micanski 42' 89' 90' · Szymon Pawłowski 83' | 4:01:0 | Korona Kielce | Dialog Arena, Lubin Sędzia: Daniel Stefański (Bydgoszcz) |
|                    |                                                                     |        |               |                                                          |

| 23 maja 2009 17.00 | Podbeskidzie Bielsko-Biała · Krzysztof Chrapek 12' 17' 44' 59' 70' (k) · Maciej Szmatiuk 36' · Martin Matúš 62' · Mieczysław Sikora 63' · Damian Chmiel 81' | 9:04:0 | Tur Turek | Stadion Miejski, Bielsko-Biała Sędzia: Łukasz Bartosik (Kraków) |
|                    | |        |           |                                                                 |

| 23 maja 2009 17.00 | Stal Stalowa Wola | 0:0 | GKS Katowice | Stadion MOSiR, Stalowa Wola Sędzia: Łukasz Śmietanka (Radom) |
|                    |                   |     |              |                                                              |

| 23 maja 2009 17.00 | Górnik Łęczna · Prejuce Nakoulma 53' | 1:10:0 | Wisła Płock · Mariusz Solecki 48' | Stadion Górnika, Łęczna Sędzia: Rafał Greń (Rzeszów) |
|                    |                                      |        |                                   |                                                      |

| 23 maja 2009 17.00 | Dolcan Ząbki · Marcin Warakomski 90' | 1:00:0 | Warta Poznań | Stadion Dolcanu, Ząbki Sędzia: Michał Mularczyk (Skierniewice) |
|                    |                                      |        |              |                                                                |

| 23 maja 2009 17.00 | Flota Świnoujście · Przemysław Pietruszka 32' | 1:1 | Motor Lublin · Michał Maciejewski 29' (k) | Stadion Miejski, Świnoujście Sędzia: Marek Karkut (Warszawa) |
|                    |                                               |     |                                           |                                                              |

| 23 maja 2009 18.00 | GKP Gorzów Wielkopolski · Mateusz Piątkowski 42' (k) · Mouhamadou Traoré 61' | 2:11:1 | Odra Opole · Marcin Rogowski 20' | Stadion OSiR, Gorzów Wielkopolski Sędzia: Mariusz Podgórski (Wrocław) |
|                    |                                                                              |        |                                  |                                                                       |

| 24 maja 2009 20.35 | Widzew Łódź · Przemysław Oziębała 5' · Mindaugas Panka 42' | 2:0 | Znicz Pruszków | Stadion Widzewa, Łódź Sędzia: Grzegorz Stęchły (Jarosław) |
|                    |                                                            |     |                |                                                           |

### 33. kolejka
|  | Zagłębie Lubin | 3:0 wo. | Kmita Zabierzów |  |
|  |                |         |                 |  |

|  | Odra Opole | 3:0 wo. | Górnik Łęczna |  |
|  |            |         |               |  |

| 30 maja 2009 17.00 | Korona Kielce · Dariusz Łatka 3' · Edi Andradina 78' (k) | 2:11:0 | Flota Świnoujście · Przemysław Pietruszka 90' | Stadion Miejski, Kielce Sędzia: Tomasz Musiał (Kraków) |
|                    |                                                          |        |                                               |                                                        |

| 30 maja 2009 17.00 | Motor Lublin | 0:20:1 | Dolcan Ząbki · Adam Frączak 41' · Maciej Tataj 88' | Stadion MOSiR Bystrzyca, Lublin Sędzia: Jacek Zygmunt (Jarosław) |
|                    |              |        |                                                    |                                                                  |

| 30 maja 2009 17.00 | Warta Poznań · Marcin Klatt 28' (k) | 1:21:1 | GKP Gorzów Wielkopolski · Mouhamadou Traoré 30' · Emil Drozdowicz 68' | Stadion przy Drodze Dębińskiej, Poznań Sędzia: Jarosław Chmiel (Warszawa) |
|                    |                                     |        |                                                                       |                                                                           |

| 30 maja 2009 17.00 | Wisła Płock · Maciej Wyszogrodzki 22' | 1:21:1 | Widzew Łódź · Mindaugas Panka 29' · Łukasz Grzeszczyk 58' | Stadion im. Kazimierza Górskiego, Płock Sędzia: Leszek Gawron (Kielce) |
|                    |                                       |        |                                                           |                                                                        |

| 30 maja 2009 17.00 | Znicz Pruszków · Bartosz Osoliński 84' | 1:00:0 | Stal Stalowa Wola | Stadion Znicza, Pruszków Sędzia: Dariusz Giejsztorewicz (Suwałki) |
|                    |                                        |        |                   |                                                                   |

| 30 maja 2009 17.00 | GKS Katowice · Piotr Plewnia 52' | 1:00:0 | Podbeskidzie Bielsko-Biała | Stadion Miejski, Jaworzno Sędzia: Paweł Pskit (Łódź) |
|                    |                                  |        |                            |                                                      |

| 30 maja 2009 17.00 | Tur Turek | 0:30:2 | GKS Jastrzębie · David Gill 6' 18' · Robert Żbikowski 90' | Stadion 1000-lecia, Turek Sędzia: Cezary Smoleński (Suwałki) |
|                    |           |        |                                                           |                                                              |

### 34. kolejka
|  | Kmita Zabierzów | 0:3 wo. | Tur Turek |  |
|  |                 |         |           |  |

|  | Widzew Łódź | 0:3 wo. | Odra Opole |  |
|  |             |         |            |  |

| 5 czerwca 2009 17.30 | Podbeskidzie Bielsko-Biała | 0:0 | Znicz Pruszków | Stadion Miejski, Bielsko-Biała Sędzia: Paweł Gil (Lublin) |
|                      |                            |     |                |                                                           |

| 5 czerwca 2009 17.30 | Stal Stalowa Wola | 0:0 | Wisła Płock | Stadion MOSiR, Stalowa Wola Sędzia: Mariusz Trofimiec (Kielce) |
|                      |                   |     |             |                                                                |

| 5 czerwca 2009 17.30 | Górnik Łęczna · Krystian Wójcik 10' · Prejuce Nakoulma 86' | 2:01:0 | Wisła Płock | Stadion Górnika, Łęczna Sędzia: Marcin Szrek (Kielce) |
|                      |                                                            |        |             |                                                       |

| 5 czerwca 2009 17.30 | Dolcan Ząbki | 0:10:0 | Korona Kielce · Tomasz Nowak 49' | Stadion Dolcanu, Ząbki Sędzia: Adam Lyczmański (Bydgoszcz) |
|                      |              |        |                                  |                                                            |

| 5 czerwca 2009 17.30 | Flota Świnoujście · Jacek Magdziński 74' (k) · Rafał Andraszak 87' | 2:30:1 | Zagłębie Lubin · Dariusz Jackiewicz 27' · Michał Stasiak 58' · Ilijan Micanski 65' | Stadion Miejski, Świnoujście Sędzia: Wojciech Krztoń (Olsztyn) |
|                      |                                                                    |        |                                                                                    |                                                                |

| 5 czerwca 2009 17.30 | GKP Gorzów Wielkopolski · Mouhamadou Traoré 33' 85' · Łukasz Maliszewski 49' · Emil Drozdowicz 75' 80' 90' | 6:11:1 | Motor Lublin · Kamil Król 38' | Stadion OSiR, Gorzów Wielkopolski Sędzia: Marcin Roguski (Warszawa) |
|                      | |        |                               |                                                                     |

| 5 czerwca 2009 17.30 | GKS Jastrzębie | 0:1 | GKS Katowice · Gražvydas Mikulėnas 5' | Stadion Miejski, Jastrzębie-Zdrój Sędzia: Łukasz Bartosik (Kraków) |
|                      |                |     |                                       |                                                                    |